# Svenska litteratursällskapet i Finland

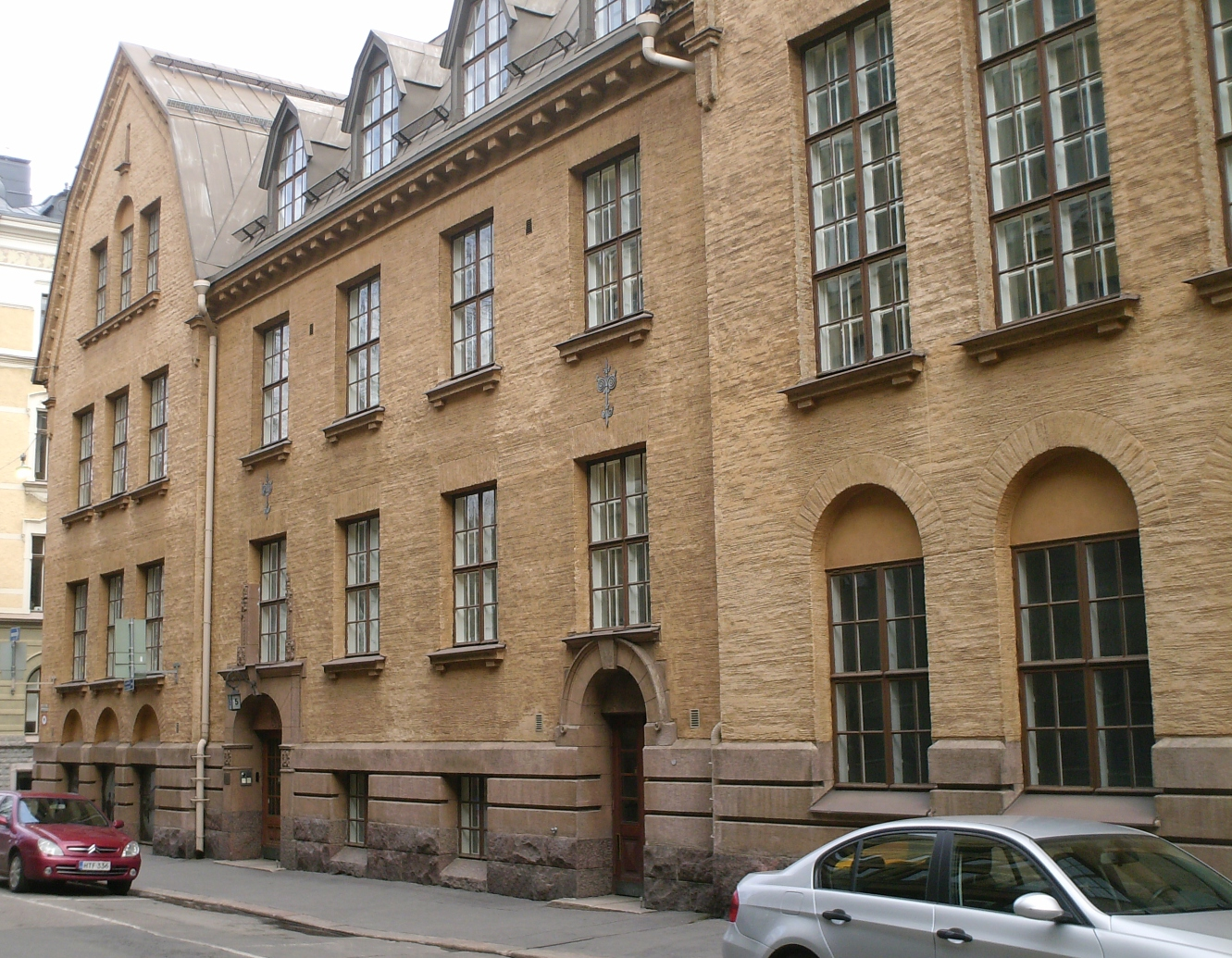
SLS:s byggnad i Kronohagen.

Svenska litteratursällskapet i Finland r.f. (SLS, ofta kallad Svenska litteratursällskapet) är ett vetenskapligt samfund för finlandssvensk litteratur, kultur och forskning. Det grundades 1885 till minne av Johan Ludvig Runeberg. 

## Bakgrund
Enligt stadgarna skall sällskapet främst verka för att bevara, forska i och förmedla det svenska kulturarvet i Finland, att främja forskning rörande det svenska språket och litteraturen i Finland, samt genom pris och stipendier understöda den finlandssvenska litteraturen. 
Svenska litteratursällskapets verksamhetsformer är arkivverksamhet, forskning och forskningsfinansiering, förlagsverksamhet, förmögenhetsförvaltning samt utdelning av priser, stipendier och understöd. 
Sällskapets arkiv består av fyra specialarkiv och ett folkmusikinstitut (Finlands svenska folkmusikinstitut), vilka verkar i Helsingfors och Vasa. En del av sällskapets arkiv utgörs även av ett vetenskapligt specialbibliotek med många värdefulla samlingar. Arkiven arbetar för att samla in och bevara material om den svenska befolkningens kultur och historia i Finland. 
Sällskapets förlagsverksamhet är den största inom humaniora och samhällsvetenskaper på svenska i Finland och ger ut tidskrifterna Källan och Historiska och litteraturhistoriska studier. Förlagsverksamheten omfattar omkring 15 titlar per år. I sällskapets publikationsserie fanns 2019 över 800 titlar. Utgivningen av böcker är främst vetenskaplig och facklitterär, och fritt tillgänglig digitalt. I utgivningen ingår även kommenterade källutgåvor och historiska verk, och sällskapet är en av de ledande utgivarna av textkritiska utgåvor i Norden. 
Sällskapet utdelar årligen ett stort antal pris och stipendier, i synnerhet vid sällskapets årshögtid, som äger rum på Runebergsdagen den 5 februari. Sedan 1971 är Tollanderska priset sällskapets stora pris. Sällskapet ordnar vetenskapliga seminarier och populärvetenskapliga evenemang, till exempel koordineras den finlandssvenska avdelningen Bokbyn vid Helsingfors bokmässa och det finlandssvenska programmet på bokmässan i Göteborg av sällskapets personal.
Svenska litteratursällskapet är en av de stora förvaltarna av allmännyttiga medel i Finland. Medlen har i huvudsak erhållits genom privata donationer. Sällskapet äger och förvaltar omkring 600 fonder, varav en är Svenska kulturfonden. Svenska kulturfonden grundades 1908 av Svenska folkpartiet och donerades till Svenska litteratursällskapet. Avkastningen handhas och delas ut via Svenska kulturfondens egna förtroendeorgan.
Sällskapet har genom donationer erhållit herrgårdarna Sarvlax i Pernå, Stensböle i Borgå och Strömma i Bjärnå samt Diktarhemmet i Borgå och författargården Abrams i Vörå.

## Historik

### Bakgrund och bildande

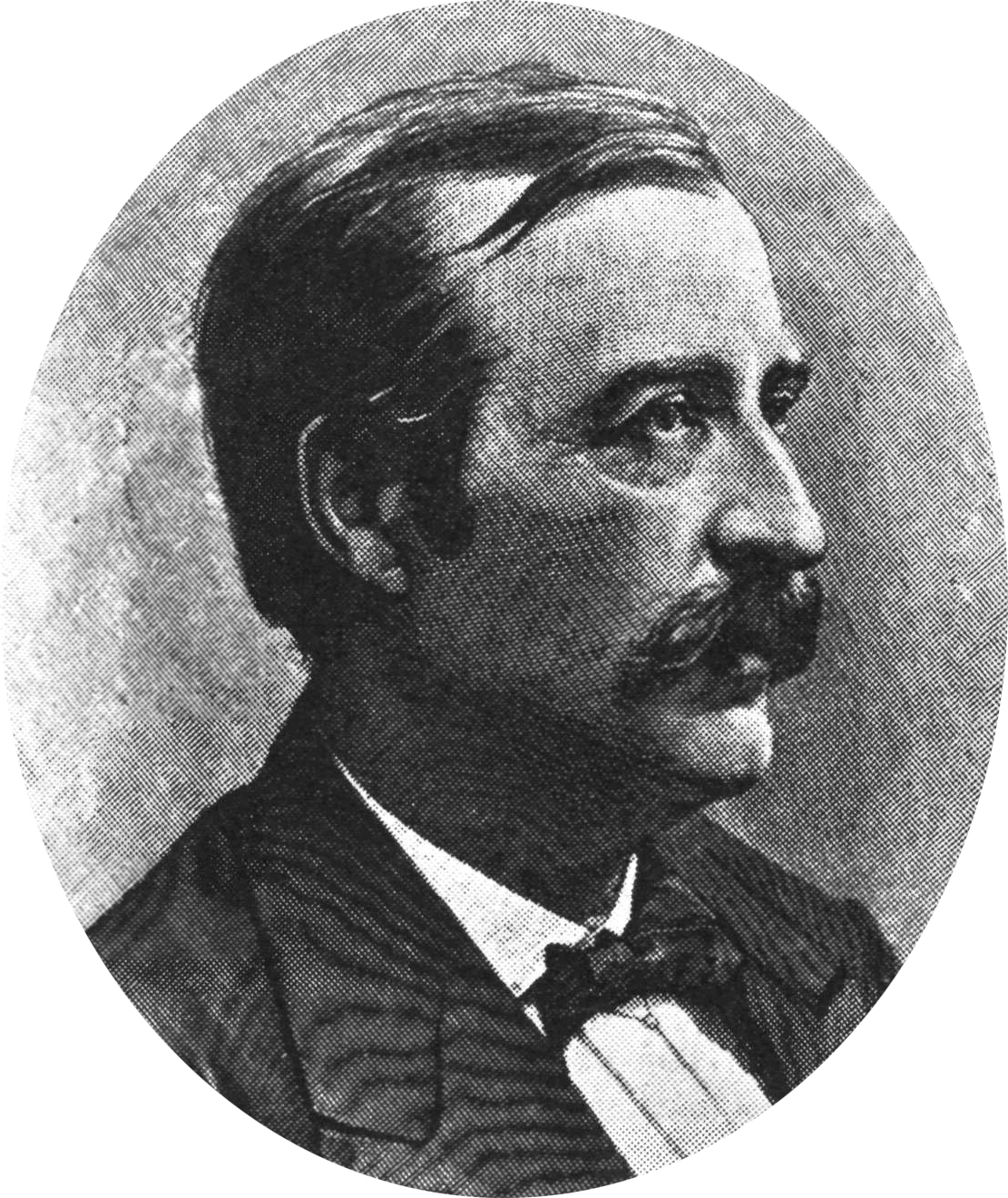
C. G. Estlander (1834–1910), professor i estetik och modern litteratur vid Helsingfors universitet 187–1898, var en av de grundande medlemmarna av Svenska litteratursällskapet och dess första ordförande. Han var samhälleligt engagerad och verksam i flera andra samfund och föreningar såsom Finska konstföreningen. I sin ungdom hade han en fennomansk utblick, men blev mera svenskvänlig med tiden. Han såg det svenska språket och samhörigheten med Sverige som en förutsättning för att det finländska samhället skulle bevara en västerländsk kultur och rättstradition.

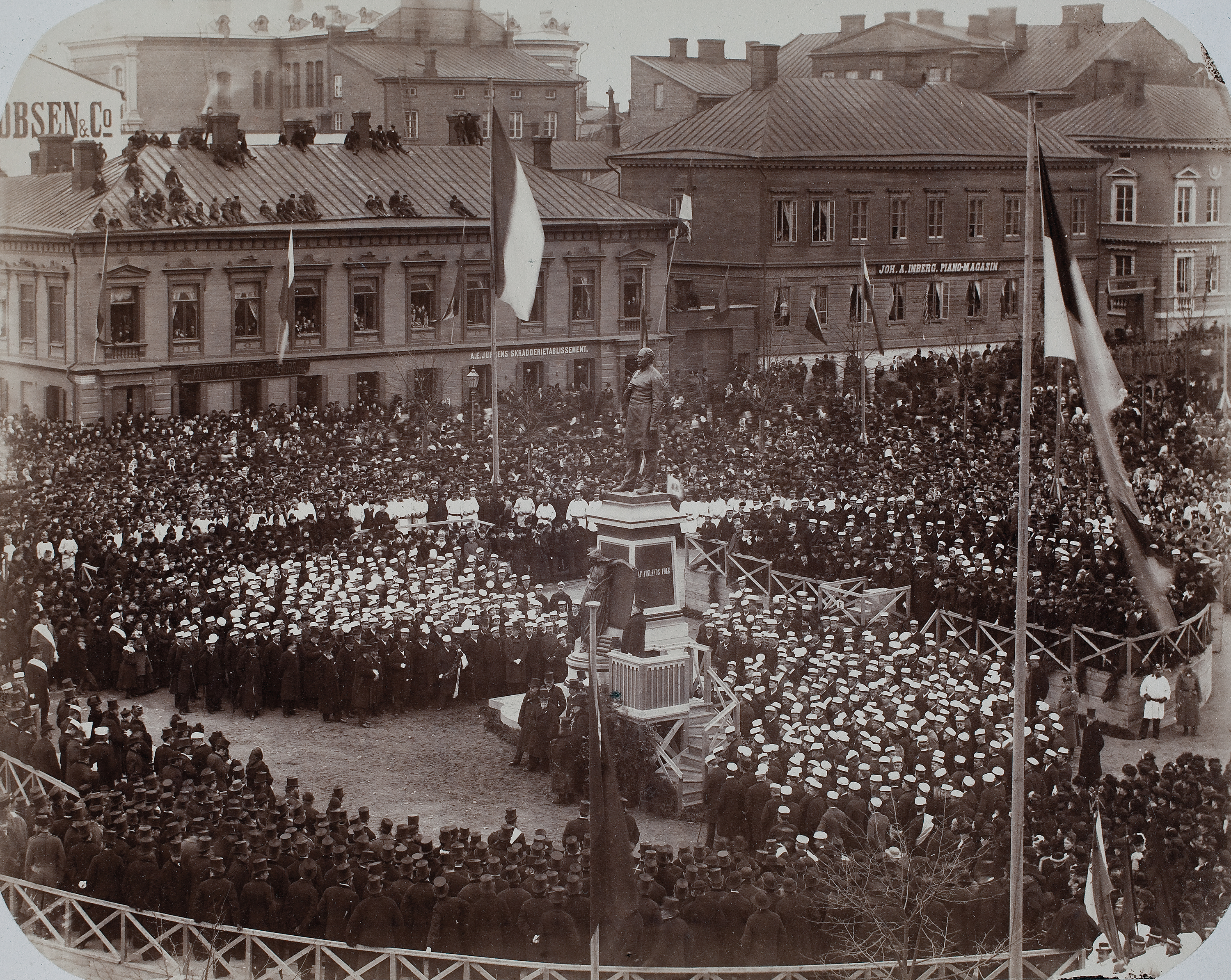
Avtäckningen av Runebergsstatyn i Esplanadparken den 6 maj 1885, J. L. Runebergs dödsdag. SLS höll sitt konstituerande möte nästa dag, den 7 maj.

Grundandet av Svenska litteratursällskapet i Finland var ett led i en språkligt nationell och liberal rörelse. Sällskapet grundades 1885 i Helsingfors på initiativ av Carl Gustaf Estlander, Axel Olof Freudenthal och Axel Lille. Antalet pådrivare var dock betydligt större, särskilt Ernst Lagus och Max af Schultén har utpekats som tidiga initiativtagare. Lagus representerade den svensksinnade studentungdomen å sin sida medan af Schultén tillhörde en äldre generation konstitutionella svekomaner. Bakgrunden till litteratursällskapets bildande låg i 1880-talets uppvaknande svenska opinion i Finland som i sig berodde på politiska och kulturella förändringar i det finländska samhället. Den politiska situationen i landet präglades av oro, samtidigt som det förelåg en fara för storkrig ute i Europa. Den finländska samhällseliten hade sedan länge drivit frågan om en ny kulturell identitet för Finland, en identitet som byggde på det finska språket och den finska kulturen. Vid Helsingfors universitet fanns sedan länge det antikvariska, folkloristiska, språkliga, historiska och geografiska intresset för det finska som Henrik Gabriel Porthan hade understött. Den akademiska ungdomen var på många sätt en pådrivande faktor i denna utveckling, och universitetet i Helsingfors var en central skådeplats för språkpolitiken.

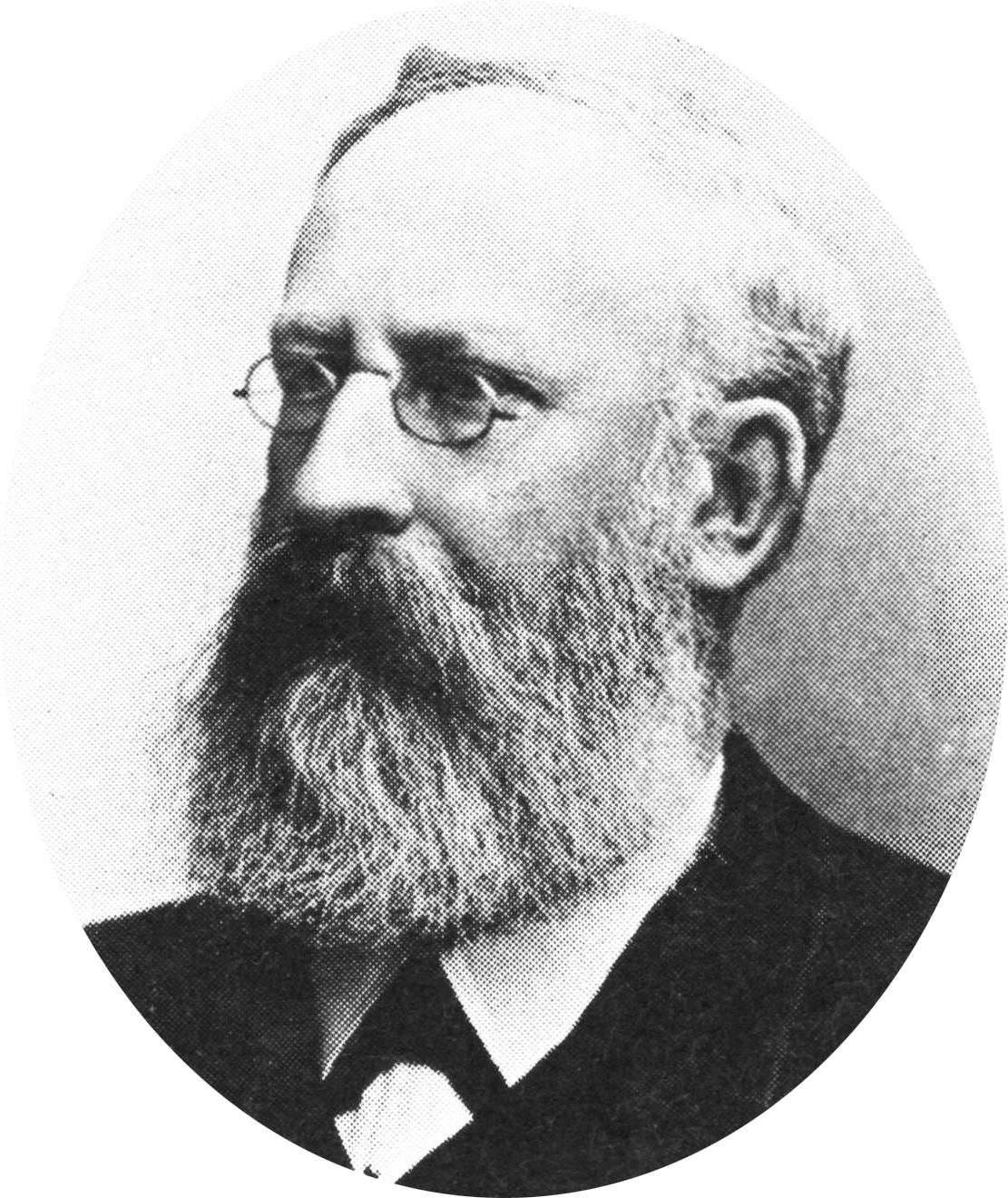
Axel Olof Freudenthal (1836–1911), var professor i svenska språket och litteraturen vid Helsingfors universitet 1878–1904. Han var en av grundarna av Svenska litteratursällskapet, medlem av dess styrelse 1885–1908 och styrelsens vice ordförande 1885–1894. Freudenthal var svekoman och opponerade sig starkt mot tidens fennomani. Han förordade såsom August Sohlman ordet "finländare" som beteckning för både svenskspråkiga och finskspråkiga i Finland.

Grundläggningen av ett svenskt litteratursällskap 1885 kan med rätta ses som ett led i mobiliseringen av de svenskspråkiga i Finland. Estlander ville vid förverkligandet av projektet inkludera en så bred bas som möjligt. Denna syn stöds av att ivriga svenskhetsförkämpar ingick bland de sjutton undertecknarna. Bland dessa märks förutom lantdagsmännen Viktor Öhberg och Viktor Magnus von Born även Fredrik Elfving, sedermera professor i botanik. Alla dessa kan karakteriseras som radikala svenskhetsmän vars syn på språkfrågor inte delades av Estlander själv. Den som står i största kontrast mot Estlander var Freudenthal. Estlander och Freudenthal har ofta beskrivits som företrädare för två olika samhällsstrategier för de svenskspråkiga i Finland. Estlander anses vara kultursvenskhetens främsta förespråkare, medan Freudenthal stod för den så kallade bygdesvenskheten. Utmärkande för bygdesvenskheten var tanken att en allians mellan det finlandssvenska borgerskapet och bondebefolkningen var nödvändig. Kultursvenskheten å sin sida sökte föra en rikspolitik utan större fokusering på att överbrygga samhällsklyftor inom det svenska Finland. Estlander hade en mera kosmopolitisk utblick på samhället än Freudenthal och var mera isolerad i förhållande till den svenska befolkningens helhetsvillkor. Hans kulturella ambitioner riktade sig huvudsakligen mot att bibehålla en svensk bildad klass i Finland. Men det var denna bildade klass som skulle vidmakthålla den svenska allmogens villkor, enligt Estlander. Estlanders framträdande roll i litteratursällskapet var självfallen då han var en av de mest auktoritativa gestalter bland de svensksinnade i Finland under hans samtid. Freudenthal övertog däremot retroaktivt denna roll för en stor del av den finlandssvenska samlingsrörelsen under 1900-talets första decennier.

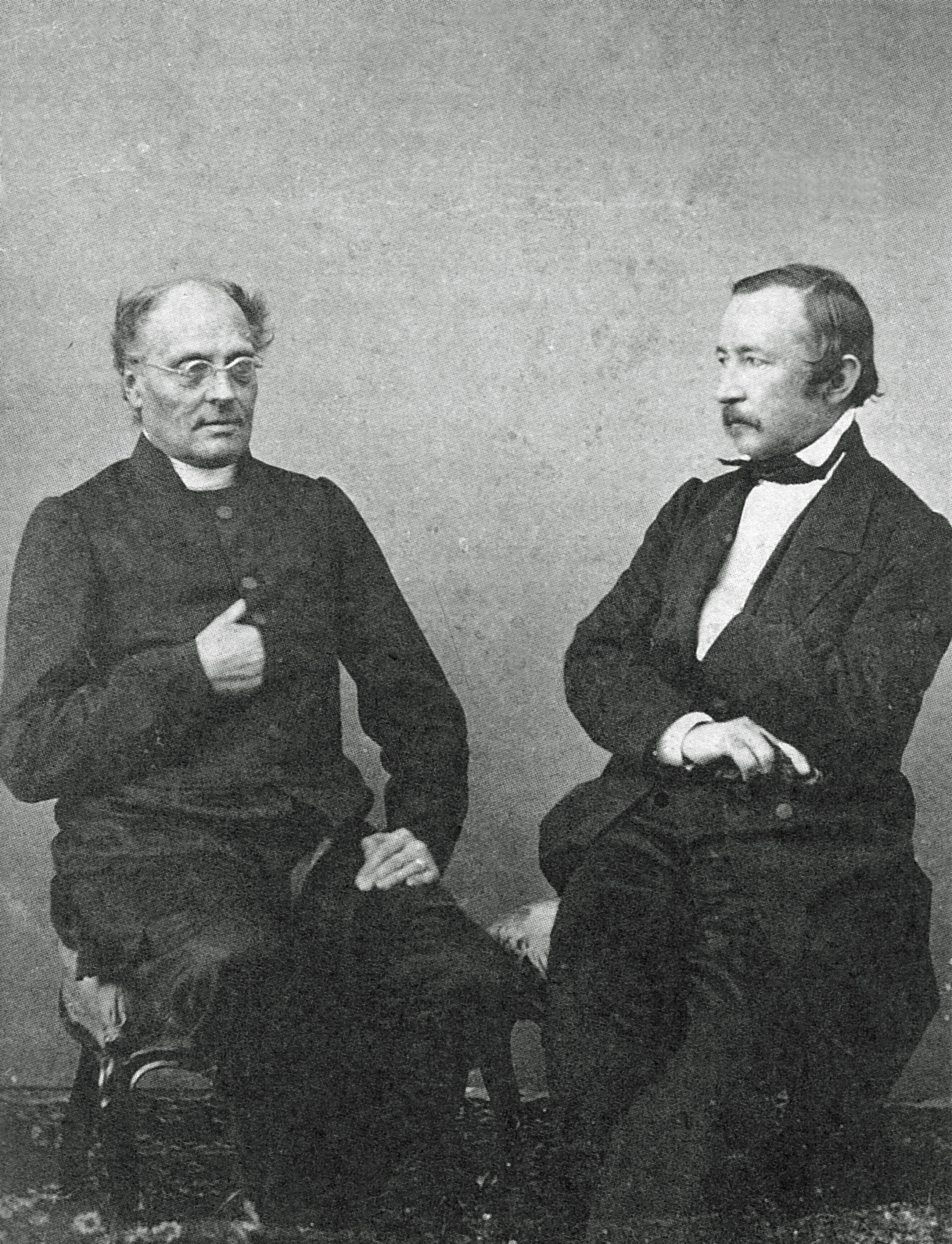
J. L. Runeberg och Z. Topelius, två av Finlands mest kända 1800-talsförfattare. Runeberg utsågs till SLS beskyddare en tid efter sin död, medan Topelius uttryckte sina reservationer efter sällskapets grundande.

SLS tog på många sätt intryck av Finska litteratursällskapet (Suomen kirjallisuuden Seura, SKS). SKS, grundat 1831, spelade en väsentlig roll i dåtidens akademiska liv och hade ett nätverk av medlemmar över hela landet. Några av SLS grundande medlemmar var sedan långtida medlemmar i SKS. Liksom SKS byggdes det svenska litteratursällskapet upp som ett medborgarsamfund med bred folklig förankring. Detta drag lever i dag kvar främst i form av för alla medlemmar öppna årsmöten. Föreningarnas roll i storfurstendömet Finland var speciell, då dylika samfund i Ryssland fungerade mera som styrorgan för undersåtarnas samhälleliga aktiviteter. I Finland fanns det sedan länge en strävan att fylla föreningarna med ett konkret innehåll för medborgarpåverkan nerifrån.
Svenska litteratursällskapets första sammankomst var ett medborgarmöte den 5 februari 1885 på Societetshuset (idag Helsingfors stadshus). Vid mötet utsågs Estlander enhälligt till uppgiften att leda förhandlingarna av de 120 församlade männen och kvinnorna på plats. Uppbådet av folk hade arrangerats genom anmälningslistor som spridits i Helsingfors och i andra städer runtom i landet. Datumet valdes eftersom det var Johan Ludvig Runebergs födelsedag. Stiftarna ville nämligen från början, enligt Freudenthal, "antyda företagets fosterländska riktning." Till sällskapets benämning fogades meningen "stiftat till åminnelse av Joh. Ludv. Runeberg". Runeberg, som hade dött 1877, åtnjöt hög status tack vare hans fosterländska diktverk, såsom Fänriks Ståls sägner. Runeberg hade diktat på svenska men hans verk översattes även till finska. Valet av Runeberg som samfundets beskyddare var inte okontroversiellt. Det kritiserades i den finsksinnade tidningspressen för att lägga beslag på "gemensamhetsskalden" för det svenska. Även tongivande svenska författare som Zacharias Topelius var till en början kritiska till litteratursällskapets grundande.
Samfundet tog även vissa intryck från Svenska Akademien, däribland systemet med numrerade stolar för styrelseledamöter. Styrelsen utgjordes dock av ett mindre antal ledamöter, 12 stycken. Den första styrelsen som utsågs bestod av:
- Stol 1: Carl Gustaf Estlander (1885–1910)
- Stol 2: Axel Olof Freudenthal (1885–1908)
- Stol 3: Jakob Johan Wilhelm Lagus (1885–1891)
- Stol 4: Magnus Gottfrid Schybergson (1885–1923)
- Stol 5: Fridolf Vladimir Gustafsson (1885–1899)
- Stol 6: Johan Gustaf Frosterus (1885–1893)
- Stol 7: Reinhold Theodor Hausen (1885–1917)
- Stol 8: Per Kasten Samuel Antell (1885–1889)
- Stol 9: Carl Synnerberg (1885–1899)
- Stol 10: Gustav Elis Lagerblad (1885–1917)
- Stol 11: Robert Alfred Renvall (1885–1892)
- Stol 12: Fredrik Emil Wolmar Elfving (1885–1903)

Styrelseledamöter och funktionärer erhöll länge ingen lön för sitt arbete inom litteratursällskapet, och därav rekryterades dessa medlemmar ur den ledande akademikerkåren från Helsingfors universitet, med professorstjänst eller annan anställning. Detta blev ett traditionellt och seglivat förhållande långt in på 1900-talet. Den representativa fördelningen av övriga styrelsemedlemmar är belysande för grundtankarna bakom litteratursällskapets grundande. Det första valet ska ha utfallit enligt ett förslag av Estlander. Förankringen i universitetsvärlden var stark. Förutom ordföranden och vice ordföranden ingick ytterligare tre professorer i humanistiska ämnen. Dessa var Gustafsson, Schybergson och Lagus. Botanikern Elfving fick en stol och pedagogerna Frosterus samt Synnerberg, skolstyrelsens överinspektörer, fick även poster i styrelsen. Arkiv- och biblioteksväsendet representerades slutligen av statsarkivarien Hausen och Renvall från universitetsbiblioteket.
Arbetet var ett ideellt hedersuppdrag och förutsatte att ledamöterna hade fasta tjänster med inkomster. Medlemmarna var helt enkelt sådana som kunde leva på sina universitetslöner. Förankringen till universitet var och har hållits stark genom åren, vilket även märks av att litteratursällskapets ordinarie sammankomster infaller med universitetets läsår, från september till maj.

### Organisationens historia
Litteratursällskapets första program utformade en association som dels bar drag av medborgerlig organisation, dels av en vetenskaplig akademi. Syftesformuleringen i §1 av SLS första stadgar av den 11 juni 1885 lydde enligt följande:

"§1 Sällskapet har till uppgift 
a) att samla vittnesbörden om den svenska kulturens uppkomst och utveckling i Finland, sådana som icke offentliggjorda eller sällsyntare literära alster, svensk folksång och saga, upplysningar om äldre litterära föreningar och företag, historiska handlingar, särskildt rörande undervisningsväsendet, biografiska underrättelser, bref af literärt eller kulturhistoriskt intresse, samt att bearbeta och offentliggöra det sålunda samlade materialet, hvilket tillsvidare öfverlåtes till förvarande åt universitetsbiblioteket eller statsarkivet. 
b) att främja svenska språkets studium och rätta begagnande genom undersökning af landets svenska dialekter, offentliggörande af grammatikaliska och lexikaliska arbeten öfver desamma, ombesörjande af för undervisningen i landets skolor lämpliga läro- och läseböcker på svenska språket samt andra liknande åtgärder
c) att främja literär verksamhet på svenska språket genom prisbelöningar och understöd."

Programmet innehöll därför flera vetenskapliga uppgifter, från forskningsarbete till själva insamlandet, bearbetandet och publiceringen av historiskt, lingvistiskt och folkloristiskt material. Sällskapet åtog sig även praktiska uppgifter i form av språkvård, publicering av läroböcker och främjandet av forskning och skönlitteratur på svenska genom prisutdelningar. Vissa ambitioner - till exempel lärobokspublikationen - förverkligades aldrig, och syftesformuleringen blev med tiden alltmer kortfattad och precis. De tre huvudsyftena (a-c) har bibehållits tills idag, men har med åren förtydligats och förkortats.   
En praktisk nyordning invigdes jubileumsåret 1935 då en  omskrivning av stadgarna ägde rum, föranledd av litteratursällskapets förändrade finansförvaltning. Skattmästarens ökade arbete och ansvar under de föregående åren hade varit stor. Bördan lättades genom att skattmästaren erhöll en kamrer som stöd i arbetet. Därtill inrättades ett nytt organ av sakkunniga, finansrådet. På detta sätt blev det administrativa livet lättare för både skattmästaren och styrelsen. Styrelsen var före denna omarbetning tvungen att ta ställning till en rad ekonomiska frågor som den strikt taget inte var kompetent för. Kamrern var i denna konstellation den som skötte det löpande arbetet med uppbörden av medlemsavgifter och bokföringen. Kamrern agerade även som finansrådets sekreterare.
En annan nyhet, om än bara formellt, var att Svenska kulturfonden för första gången inskrevs i stadgarna 1935. Det var nödvändigt att nu framhäva att litteratursällskapet var fondens förvaltare. Den ur dagens perspektiv sett mest betydliga ekonomiska organisationen för finlandssvensk kultur hade dock en längre tillkomsthistoria. Redan i november 1907 hade litteratursällskapets styrelse tagit principbeslutet att motta en fond som det då alldeles nygrundade Svenska folkpartiet höll på att bilda.
År 1935, då litteratursällskapet firade 50-årsjubileum med stor uppslutning, markerade ett högvattenmärke för litteratursällskapet som en medborgarorganisation med bred folklig förankring under överskådlig framtid. Uppemot 500 nya medlemmar inskrevs detta år. Framgången berodde på den sammanhållning och mobiliseringsvilja som följde av kristider. Under 1930-talet kulminerade de så kallade språkstriderna, som bland annat kretsade kring konflikten om universitets språkpolitik. Medlemsantalet låg nu kring 3 000 medlemmar, vilket inte riktigt nådde upp till rekordantalet 3 732 medlemmar från 1920. Därefter skulle medlemsantalet under kommande 50 åren sakta men säkert sjunka med omkring två tredjedelar. Andra världskriget och efterkrigstiden utgjorde en tillfällig nedgångsperiod i litteratursällskapets verksamhet. Medlemsfrågan var av stor betydelse under de första årtiondena, eftersom sällskapet inledningsvis ekonomiskt förlitade sig på medlemsfinansiering. Den första stora privata donationen, Victor Höckerts, utgjorde en brygga mellan medlemsfinansiering och statsfinansiering.
En utmärkande utveckling för litteratursällskapet efter Finlands självständighet var en skiftande karaktär från medborgarorganisation till vetenskapligt samfund med ett närmare förhållande till finska staten. Litteratursällskapet inkluderades i den lagstiftning som gällde statsbidrag till nationellt betydelsefull arkivverksamhet. Detta gällde för de flesta privata organisationer fastän de likt litteratursällskapet ständigt bibehöll en vidsträckt autonomi och handlingsfrihet. Skärningspunkterna mellan privata initiativ och statens kulturpolitik blev mer regelbundna. Beviljandet av offentliga medel blev även ett redskap i statens händer som kunde användas av olika orsaker. Dels kunde de vara en form av kulturpolitiska styrningsverktyg, dels var de ett sätt att fördela understöd och offentlig goodwill bland allmänheten. Statsfinansiering blev mer och mer betydande inom vissa fåror av litteratursällskapets verksamhet, särskilt beträffande fasta tjänster vid sällskapets olika arkiv.
Litteratursällskapets grundläggande struktur för beslutsfattande har sedan 1980-talet genomgått betydande förändringar. Finansrådet hade sedan stadgerevisionen 1935 stått för ekonomin medan styrelsen svarade för den övriga verksamheten. Allt fler uppgifter har under påföljande årtionden överförts från förtroendevalda till anställd personal. Administrationen, framförallt förmögenhetsförvaltningen, ställde större krav på specialkompetens och självständighet. Intill 1986 var kanslichefen litteratursällskapets högste tjänsteman, då organisationen anställde en verkställande direktör med ansvar för den allmänna organisationen med tyngdpunkt på förvaltning av ekonomin. Henry Wiklund och Dag Wallgren har verkat som verkställande direktörer för litteratursällskapet. Tudelningen av beslutsfattandet mellan styrelse och finansråd ändrades på ett grundläggande sätt 2015 då finansrådet, i enlighet med stiftelselagen, blev litteratursällskapets styrelse i egentlig mening. Den tidigare styrelsen går sedan samma år under namnet vetenskapligt råd.
Under 1900-talet har litteratursällskapets lokaler varierat, men har huvudsakligen funnits i olika byggnader i Helsingfors, ofta med anknytning till Helsingfors universitet. I likhet med andra finländska vetenskapliga samfund befann sig litteratursällskapets kansli länge i Ständerhuset i Kronohagen, men flyttade ut i samband med en grundrenovering 1989-1993. Idag är organisationen etablerad på två adresser i Kronohagen, Snellmansgatan 13 och Riddaregatan 5. Litteraturällskapets egna hus på Riddaregatan förvärvades 1997 och Skogsindustrins hus i hörnet av Snellmansgatan och Fredsgatan 2012. SLS har även ett kontor i Vasa, på Handelsesplanaden 23.

## Verksamhet

### Forskning och publikationsverksamhet
Redan vid tillkomsten 1885 inskrevs uppgiften att samla ”vittnesbörden om svensk folksång och saga i vårt land” i Svenska litteratursällskapets stadgar. Men betydande och intressanta insatser hade redan påbörjats tidigare under 1800-talet, fastän överskuggat av eposet Kalevalas framgångar. Pionjären på det svenska området var Johan Oskar Immanuel Rancken. Under rubriken ”Till Fosterlandsvänner” publicerades Ranckens anonyma uppmaning till allmän insamling av folklivstraditioner. Uppmaningen var på samma gång den första programförklaringen för dokumentation av folklig kultur bland svenskspråkiga i Finland. Rancken var en av Matias Alexander Castréns elever vid universitetet i Helsingfors. Castrén en av den finsk-ugriska språkforskningens grundare.
Ranckens vetenskapliga nätverk bestod av tidens främsta finländska forskare och folkbildare, däribland Axel Olof Freudenthal. Genom bland annat den Nyländska avdelningen vid universitetet och Svenska landsmålsföreningens verksamhet hade Freudenthal upptecknat en del folkloristiskt material under 1860-talet. Nyländska avdelningens studentaktivister och medlemmar inom Svenska landsmålsföreningen var de som skulle bli mest inflytelserika inom Svenska litteratursällskapets traditionsinsamling, av vilka Ernst Lagus kanske var den mest tongivande. Lagus inledde sin akademiska karriär med klassisk filologi. Han skrev sin doktorsavhandling om den historiska utvecklingen av grekiskans och latinets undervisning i Finland, men ägnade sig därefter nästan uteslutande åt det svenska språket. Lagus hade ett uttalat och passionerat intresse för folkloristik, vilket skulle visa sig vara av avgörande betydelse då han inom relativt kort tid blev ansvarig för det inledande folkloristiska arbetet i litteratursällskapets regi.

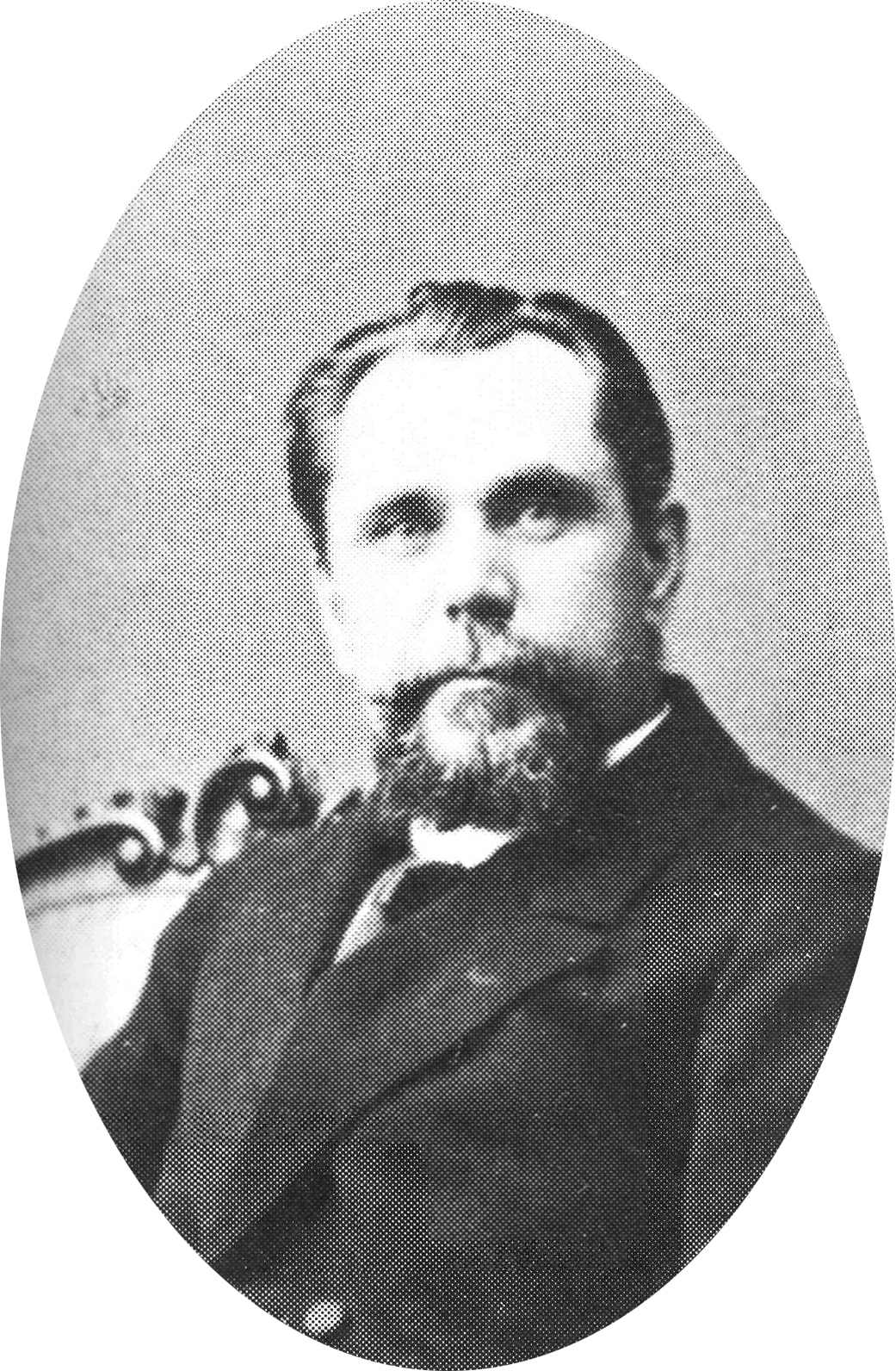
Ernst Lagus (1859–1923) var en finländsk lärare och författare. Som medlem av styrelsen i Svenska litteratursällskapet sedan 1891 övertog han ledningen av sällskapets folkloristiska arbete. Han var även aktiv i det svenska kulturarbetet före litteratursällskapet grundades.

Lagus uttryckte sina tankar om insamlingen av den svenska folkdiktningen i Svenska Folkskolans Vänners årsbok 1886, i vilken han publicerade en artikel som uppmanade till en mobilisering av fältarbetet i de svenskspråkiga bygderna. Arbetet brådskade, då folkvisorna, ”skatterna” som belyste ”folkandan” och folkets världsåskådning var hotade. Framställningen av läget som kritiskt hade att göra med samhällets snabba omvandling. Man såg industrialiseringen och urbaniseringen som en olycksbådande modernitet som hotade dra fram över bygderna och undantränga det ursprungliga och det genuina i den svenska allmogebefolkningens kultur. Den svenska kulturen som alltjämt fanns ute i landsbygden ansågs dessutom utgöra en brygga mellan den rikssvenska och den finska kulturen. Antagandet var att en jämförande forskning av det insamlade materialet med sin rikssvenska motsvarighet skulle leda till goda resultat i framtiden. Ett beslut om systematisk utgivning genom serien ”Finlands svenska folkdiktning” togs år 1909. Utgivningen började 1917. Ernst Lagus ledde det folkloristiska arbetet ända till 1918, då uppgiften övergick till K. Rob V. Wikman, sedan 1915 de folkloristiska och språkvetenskapliga samlingarnas amanuens. Man kan se utgivningen av serien indelad i tre olika tidsperioder. Grundläggningsperioden inföll under Ernst Lagus föreståndarskap 1909–1917, sedan utgivningen under Wikmans ledning 1918–1942, och till sist utgivningen under Otto Anderssons ledning 1946–1969. Utgivningen av serien kom att bli intimt med förknippat med materialet i litteratursällskapets folkloristiska samlingar, det som senare skulle bli folkkultursarkivet. Rubrikerna utgick i stort sett från arkivets katalogrubriker, även om de med tiden rationaliserades och bantades ner till åtta stycken: sagor (I), sägner (II), ordstäv (III), gåtor (IV), folkvisor (V), folkdans (VI), folktro och trolldom samt lekar och spel (VIII).
Den svenska traditionsforskningen i Finland hade under denna tid mer begränsade förutsättningar än den finska. Den finska folkloristiken hade ett större underlag och leddes inledningsvis av flera professorer som kunde planera en rad olika projekt med relativt stor frihet. Svenska litteratursällskapets var sedan en längre tid hem för insamlande och bevarande institutioner, men före grundandet av Åbo Akademi fanns det inga professorstjänster som huvudsakligen kunde utbilda svenskspråkiga fältforskare och samla engagemanget kring den svenska traditionsforskningen. Fältstudierna och insamlingsresorna pågick oavbrutet och dämpades egentligen inte förrän kristiderna och krigsutbrottet i slutet av 1930-talet.
Två andra centrala, med varandra sammanbundna uppgifter, var forskningen i svensk filologi och svensk språkvård. Freudenthal var den ende i den första styrelsen som företrädde svensk filologi, och tog därför naturligt hand om ledningen av den verksamhet som enligt stadgarna avsåg "att främja svenska språkets studium och rätta begagnande". Den snabbt utvecklade utforskningen av de östsvenska dialekterna inleddes av Freudenthal, och han ersattes senare av Hugo Pipping, som även till stora dela övertog detta arbete. Under sent 1800-tal och tidigt 1900-tal kallades inte ännu de svenska dialekterna i Finland med samlingsnamnet finlandssvenska, i sig självt ett begrepp som hade en mera politisk än vetenskaplig bakgrund. Det fanns olika uppfattningar om det svenska språkvårdsarbetet i Finland. Freudenthals främsta intresse var en historisk kartläggning av den finländska svenskan, medan andra ville utarbeta så kallade ordreningslistor och arbeta praktiskt för att göra slut på provinsialismerna och uppnå, som man såg det, ett gott svenskt riksspråk. Vissa i styrelsen var även av den fasta åsikten, att man måste kalla in en språkexpert från Sverige för att utföra denna senare uppgift. Freudenthal ville dock utföra den med inhemska krafter. Redan under 1860- och 1870-talet hade Freudenthal varit med och förtecknat 1 700 ord med den Svenska landsmålsföreningen. Detta påbörjade arbete utgjorde grunden för en ordförteckningen Skiljaktigheter mellan finländska svenskan och rikssvenskan, publicerad 1902 för filologiska och lingvistiska syften, men som ändå hade en praktisk nytta för språkvårdarna. Språkvårdsproblematiken dryftades länge och med vitt skiljande uppfattningar om allt mellan rättstavning och integrering med rikssvenskan. Freudenthal utarbetade en ortografi som blev allmänt accepterad i svenska kretsar men som inte godkändes i senaten. Ambitionerna för en nystavningsreform hade begränsat genomslag, och några enhetliga regler blev aldrig helt och hållet fastställda. Litteratursällskapet beslöt 1910 att man skulle följa den av Sveriges regering 1906 utfärdade nystavningsukasen.

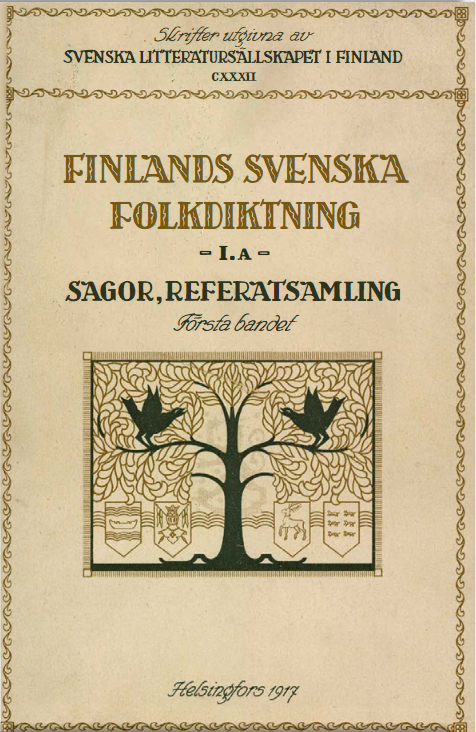
Finlands svenska folkdiktning är ett samlingsverk med resultaten av det folkloristiska insamlingsarbetet i Svenskfinland som utges av Svenska litteratursällskapet. Verket har kommit att omfatta 21 volymer finlandssvensk folkkultur, insamlad kring sekelskiftet 1900. Arbetet med utgivningen inleddes redan 1909 och leddes fram till 1918 av Ernst Lagus, 1918–1941 av K. Rob. V. Wikman, 1946–1969 av Otto Andersson, varefter Folkkultursarkivet skött utgivningen.

Den första periodiska utgivningen som litteratursällskapet började med var Förhandlingar och uppsatser, som titeln anger innehöll litteratursällskapets mötesprotokoll och artiklar i skilda ämnen knutna till samfundets verksamhet. I linje med medborgarorganisationstanken var litteratursällskapets protokoll på detta sätt offentliga, vilket de var 1885–1954, så länge som serien utkom. I serien ingick även årshögtidstalen och ordförandens tal från Runebergsdagen, en tradition som ännu ingår i litteratursällskapets tidskrift Historiska och litteraturhistoriska studier. Samfundets första litterära verksamhet var livlig, fastän inte särskilt planmässig. I allmänhet publicerades det som man hade tillgång till genom donationer och lätt kunde förverkliga. På så sätt publicerades som första del i sällskapets skriftserie Henrik Gabriel Porthans brev till Mathias Calonius, tillställd styrelsen av en av dess medlemmar, Wilhelm Lagus. Lagus hade nämligen brevsamlingen som färdigställt manuskript i sin bordslåda. Välloflige Borgare Ståndets protokoller vid Lantdagen i Borgå år 1809, var en snarlik samling. Båda dessa samlingar utkom i litteratursällskapets tryck 1886. Sällskapets ordförande Estlander var dock inte nöjd med den inledningsvis slumpmässiga utgivningen, och ville åstadkomma större konsekvens genom olika publikationsserier med ett bestämt och enhetligt innehåll. Några av de tidiga publikationerna hade en politisk färg. Ett sådant uppdrag en planerad ortnamnsförteckning för att bevara svenska ortsnamn. Enligt en ny princip skulle kommunalspråket (vilket språk som var i majoritet) bestämma ortens namn, något som sågs som en illa förtäckt förfinskningskampanj av många svenskspråkiga. Tanken på en sådan förteckning omfattades av styrelsen med vissa reservationer. Freudenthal, som drev en radikal nystavningsreform, ville att man skulle följa principen att namnen skulle skrivas som de uttalades. Enligt detta förslag skulle exempelvis Esbo skrivas Äspå och Kökar skriva Tjökar. Freudenthals princip vann inget understöd bland övriga styrelsemedlemmar, men ortnamnsförteckningen utgavs 1897 i Förhandlingar och uppsatser. Den enda utgivningen i litteratursällskapets historia som drabbats av censuren var en dokumentpublikation från 1916, Bref och uppteckningar från kriget i Finland 1808-1809, bearbetad av styrelsemedlemmen och statsarkivarien Reinhold Hausen. På grund av det rådande läget under första världskriget väcktes misstanken bland ryska militärmyndigheter att publikationen var ett slags antirysk propaganda. Den andel av upplagan som ännu fanns kvar i lager beslagtogs. I samband med affären var Hausen tvungen att avgå från sin post som chef för statsarkivet. På egen begäran avgick även Hausen från litteratursällskapets styrelse, eftersom han som en politiskt märkt person inte ville implicera litteratursällskapet i eventuella brottsanklagelser. Hausen var en av den första styrelsens mest flitiga medarbetare, och publicerade 46 bidrag till litteratursällskapets skrifter.

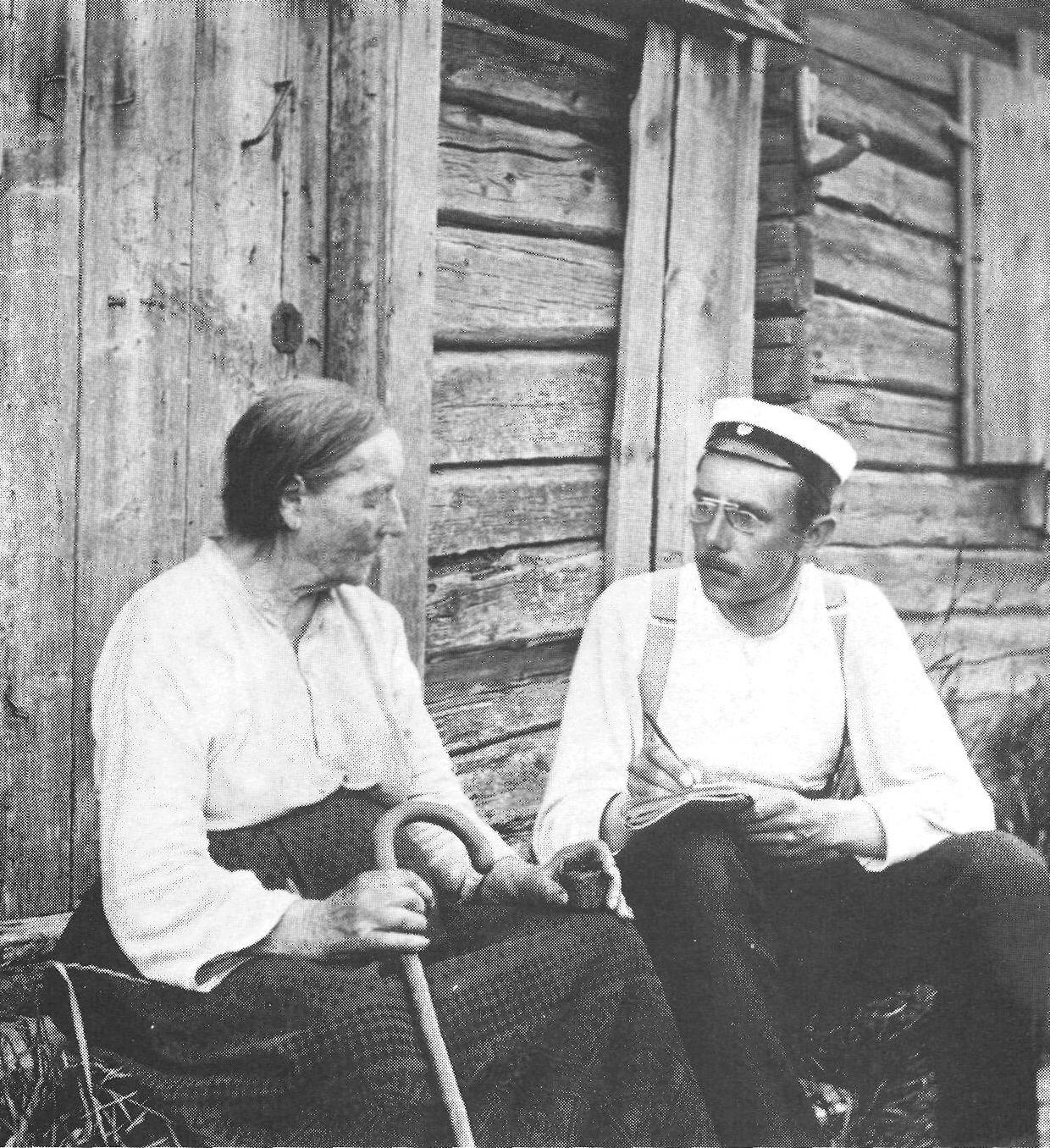
Den 4 juli 1916 intervjuade Walter V. Forsblom en gammal kvinna, Lovisa Törndal kallad "Lurkun", en så kallad omlagerska eller trollkvinna. Fotografiet är emblematiskt för tidens ord- och sakforskning, som senare skulle ingå i Folkkultursarkivets material. Frivilliga forskare eller intresserade upptecknade folkkultur i text eller bild mot en liten ersättning. Arbetet var ofta tidskrävande och gjordes på ideell basis.

Länge var den forskning som utfördes bunden till enskilda styrelsemedlemmars och medarbetares privata ansträngningar, men efterhand institutionaliserades vissa av litteratursällskapets vetenskapliga ambitioner. Den första institutionen som skapades var Folkkultursarkivet (1937), vilken hade till syfte en systematisk insamling av finlandssvensk folkkultur. Denna typ av insamling har kallats ord- och sakforskning, och utgick från den tidens förhärskande teorier om sambandet mellan språklig och föremålslig kultur. Med föredömen ur den utländska kulturhistoriskt inriktade folkmålsforskningen ville man skapa etnografiska ordboksverk och en etnografisk folkatlas. Sigurd Erixons arbete vid Institutet för folklivsforskning vid Stockholms högskola och Nordiska museet var en tydlig förebild. Professuren i nordisk kulturhistoria och folklivsforskning vid den nygrundade Åbo Akademi, som innehades av Gabriel Nikander från och med 1920, var också ett resultat av den kulturhistoriska skolans betydelse vid denna tid. Nikander stod även bakom begreppet Svenskfinland, en benämning på det område där den svenskspråkiga befolkningen i Finland huvudsakligen bor.
Under 1960- och 1970-talen uppkom nya forskningsinriktningar föranledda av de politiska, ekonomiska och sociala omställningar som inträffade under efterkrigstiden. Under denna tid upprättades nämnden för pressforskning, nämnden för samhällsforskning och nämnden för historieforskning. Forskningen i litteratursällskapets regi fortsatte att på detta sätt återspegla strömningar och stämningar i det omkringliggande samhället. Till nämndens för historieforskning centrala uppgifter räknades att inventera trängande forskningsuppgifter, länge förbisedda på grund av begränsade resurser.  Drivkrafterna bakom dessa planer var en samling aktiva historiker inom och utom styrelsen, bestående av Torsten Steinby, Jarl Gallén, Oscar Nikula, Patrick Bruun och Max Engman. Man ville genom arbetet i nämnden även befrämja återväxten av finlandssvenska historiker vid universiteten. Enligt detta underlag skulle man inom den historiska nämnden utgå från huvudsakligen fyra problemkomplex som man såg som särskilt viktiga: Den svenska bebyggelsens roll i Finland under medeltiden, folkrörelserna i det svenska Finland, kultur- och bildningssträvanden i modern historia, främst de som utgick från opinionsbildningen inom de bildade klasserna, samt den finlandssvenska pressens historia. 

### Arkiven och deras historia
Idag utgörs SLS arkiv av två huvudsamlingar: Historiska och litteraturhistoriska samlingen (person- och släktarkiv, gårds- och samfundsarkiv) och Traditions- och språksamlingen (material om traditioner och folkkultur). Arkivverksamhet i Svenska litteratursällskapets regi inleddes redan då samfundet grundades 1885. Inledningsvis gjordes ingen större åtskillnad mellan så kallat kultursvenskt eller bygdesvenskt material. Handskrifter av bemärkta personer placerades på samma enhet som insamlat material om folktraditioner. Den första handskriften som upptogs i arkivets accessionskatalog är "Ett häfte anteckningar från tiden under och näst efter 1808 års krig". Denna mottogs vid sällskapets sammanträde 19 november 1885. På samma möte mottog även styrelsen den första folkloristiska samlingen "Folkvisor af historiskt, humoristiskt, erotiskt och religiöst innehåll."

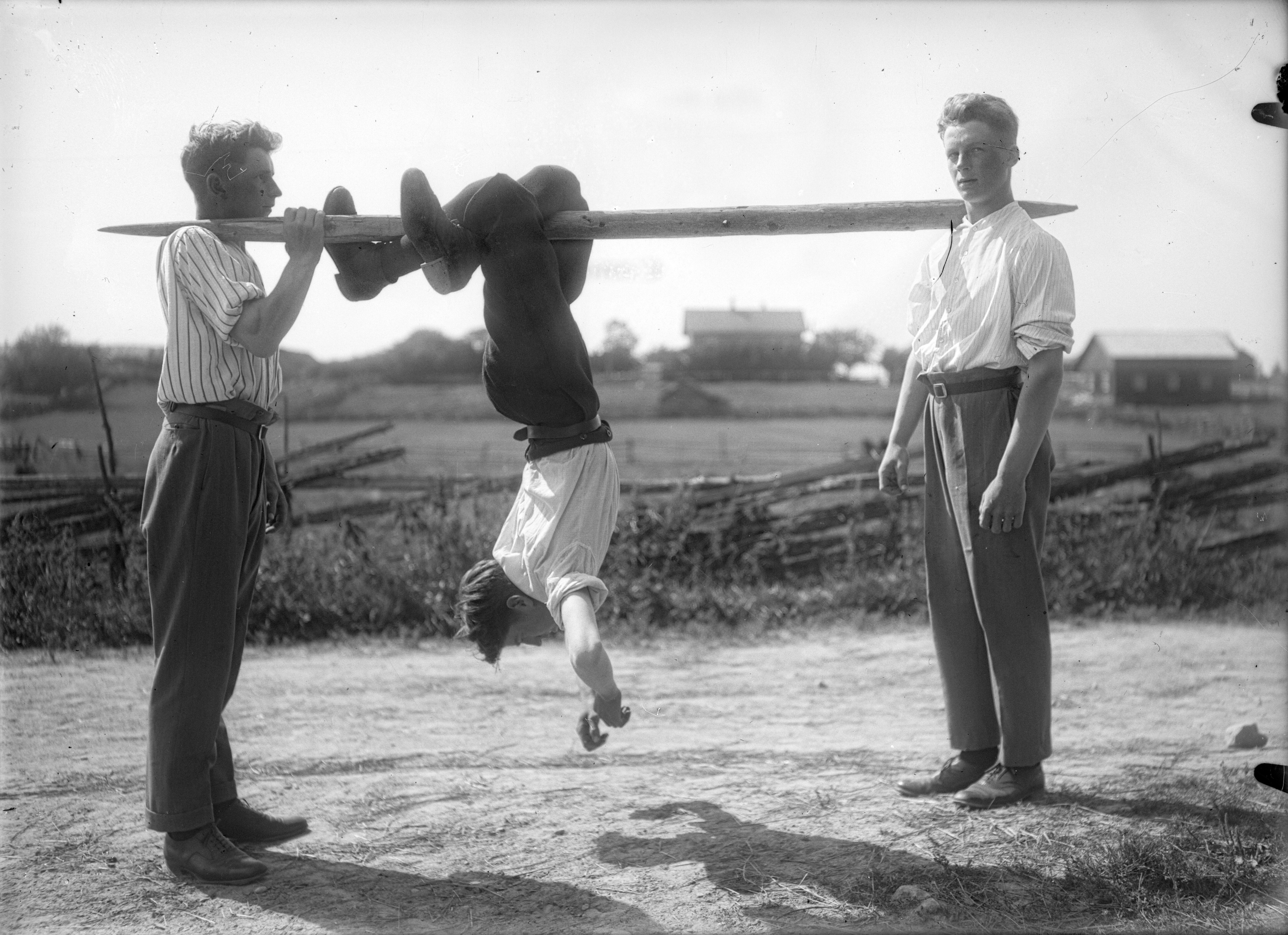
Traditionsinsamlingen inom Svenska litteratursällskapets regi var mycket bred. Här ett exempel på idrottsleken "Flå Katt" fotograferad av Maximilian Stejskal 1930.

En tydligare demarkation i materialet skapades då Folkkultursarkivet (FKA) grundades 1937. Dialektologen Olav Ahlbäck och etnologen Ragna Ahlbäck anställdes vid arkivet för att samla in och uppteckna materialet. Arkivet hade”till uppgift att leda och främja en systematisk undersökning av det finlandssvenska bosättningsområdets folkkultur och folkspråk”. Arkivets första arbetsuppgifter gick ut på att skapa ett register över det redan insamlade etnografiska och språkliga materialet. Man byggde upp detta register enligt begreppsgrupper som man lånade och anpassade från olika källor. Herman Vendells och V.E.V. Wessmans östsvenska dialektordböcker utgjorde stommen i arkivet, vilket uppgick till 22 500 registerkort efter ett års arbete. Modellen för själva korten utgjordes av ett system som var utarbetat av Uppsala landsmålsarkiv. Folkkultursarkivet präglades länge av att det utöver ett arkiv även var ett regelrätt forskningsinstitut med forskande personal. Bland senare medarbetare märks finländska etnologer som Bo Lönnqvist (anställd vid FKA 1966-1973) och Anna-Maria Åström (anställd vid FKA 1979-1986).
Dialekt- och ortnamnsforskningen var speciellt starkt representerad inom detta arkivarbete, vilket ledde till att de språkliga samlingarna växte snabbt. En följd av denna utveckling var att Språkarkivet grundades 1966. Den återstående delen av den gamla arkivenheten ytter om Folkkultursarkivet kallades Allmänna arkivet (nuvarande Historiska och litteraturhistoriska arkivet) och sköttes fortsättningsvis som en förtroendeuppgift av en av sällskapets styrelsemedlemmar. När lagen om statstunderstöd för arkiv av privat karaktär stiftades 1974, fick arkiven en fastare ekonomisk grund för sin verksamhet och den fast anställda personalen ökade. År 1982 grundades Österbottens traditionsarkiv i Vasa som en filial till Folkkultursarkivet.
En annan, tidigare fristående samling inom SLS arkivhelhet är Runebergsbiblioteket. Biblioteket grundades på initiativ av Ernst Lagus, eftersom det föreföll naturligt att samla material rörande J. L. Runeberg och hans krets då litteratursällskapet instiftats till skaldens minne. Biblioteket innehåller inte bara verk av och om Runeberg utan också handskrifter och föremål. Målet var att samla in alla utgåvor av Runebergs skrifter, översättningar, originalmanuskript och brev. Ernst Lagus skötte och katalogiserade biblioteket ända fram till 1923. Insamlandet avslutades på 1960-talet och Runebergsbiblioteket handhas idag av Historiska och litteraturhistoriska arkivet.
SLS har sedan 2008 ett digitalt arkivsystem som heter Arkiva, och SLS materialbestånd kan sökas via den nationella arkiv- och biblioteksdatabasen Finna. Digitaliseringsverksamheten vid SLS började med inskanning av foton redan i början av 1990-talet vid Historiska och litteraturhistoriska arkivet och Folkkultursarkivet. Vardera arkivet hade en egen databas för sina bilder, dessutom fanns ytterligare en databas som användes för publicering på webben. Digitaliseringsverksamhetens viktigaste målsättningar är att skydda känsligt material och att göra arkivbeståndet tillgängligt och sökbart. Under 2008 togs det nya digitalarkivet i bruk, och en stor del av materialet i de gamla databaserna, det som varit av tillräckligt god kvalitet, har delvis flyttats till Arkiva. Bland de större projekten kan nämnas Albert Edelfelts brev och Zacharias Topelius skrifter.

### Prisutdelningar
Den tredje huvudsakliga uppgiften som litteratursällskapet ritade upp i sina stadgar var främjandet av litterär verksamhet genom prisbelöningar och understöd. "Litterär verksamhet" ska förstås i bred bemärkelse, då forskningslitteratur från första början premierats vid sidan om prosa och poesi. Principerna för prisutdelningar och understöd är i strikt mening underkastade donatorernas testamenten och önskemål, vilka sammantagna ger medel till vitt skiljande verksamheter. Inledningsvis från 1889 utgavs endast ett pris årligen, Sällskapets pris, ofta felaktigt kallat sällskapets stora pris. Grundfonden var blygsam jämfört med de påföljande årtiondenas utveckling, men priset på 2000 guldmark var ett betydande penningbelopp för prismottagaren, inte enbart en hedersbetygelse. De första åren premierades i första hand olika vetenskapliga arbeten i historia och språkvetenskap.  Enskilda prisfonder har tillkommit successivt under litteratursällskapets historia, och gett mera variation och innehåll åt prisutdelningarna. Genom en kejserlig förordning 1898 anslogs i statsmedel årligen 5000 mark för litterära pris. Ansvaret för att föreslå pristagare delades mellan Svenska och Finska litteratursällskapet, som båda fick utse medlemmar till en gemensam delegation. Prisets nära samband med storfurstendömets språkpolitik, i samband med andra faktorer, ledde till att samarbetet i delegationen inte förlöpte särskilt väl under de första åren. Från och med 1923, efter självständigheten, upptogs ett skilt anslag för den inhemska svenskspråkiga litteraturen.
I takt med det växande antalet utgivna prisfonder som tillkom med nya donationer, blev de årliga prisutdelningarna den 5 februari en betydande händelse för konstnärer och författare. Kontroverser och debatter kring premieringsfrågor blev därför regelbundna. Den prisnämnd som bedömde och föreslog pristagare utmärktes ofta av traditionsbundenhet och konservatism. Ett konkret utslag av detta var att de ledande finlandssvenska modernisterna länge uteslöts från priser. Hagar Olsson, Elmer Diktonius, Gunnar Björling och Rabbe Enckell, som debuterade och skrev sina viktigaste romaner under 1910- och 1920-talet, uppmärksammades sent av litteratursällskapet. Innan 1960-talets inbrott hade dock alla de överlevande modernisterna redan fått Sällskapets pris, det största enskilda, i tur och ordning. År 1959 var de fyra till antalet: Elmer Diktonius (1939), Rabbe Enckell (1947, 1954 och 1956), Gunnar Björling (1957) och slutligen Hagar Olsson (1959). Edith Södergran var dock en av modernisterna som aldrig tilldelades en utmärkelse. Under denna tid ändrade även Sällskapets pris karaktär. Ursprungligen tilldelades priset för ett enskilt verk, för att senare bli en utmärkelse över ett livsvärv. Prissumman höjdes betydligt vid ett par tillfällen. Prisnämnden och styrelsen har traditionellt samarbetat för att utse pristagare, och inom styrelsen har det även förekommit ett aktivt motstånd mot vissa förslag. År 1947 ledde ett sådant fall till ordförandens, Eirik Hornborgs, avgång. Orsaken var att poeten Gunnar Björling tilldelats Ida Rosqvists pris för diktsamlingen Luft är och ljus. Hornborg kunde inte fördra Björlings expressionistiska och dadaistiska lyrik, som han inte ansåg fylla något kriterium för att svara svensk litteratur. Björling delade åsikterna även bland modernisterna själva, men var ändå mycket känd och uppburen i litterära kretsar. Hornborg inlämnade en reservation i vad han ansåg vara en viktig principfråga och såg sig överröstad av de övriga medlemmarna i styrelsen.
Under 1960- och 1970-talet skedde flera viktiga ändringar i prisutdelningens praxis och prisens karaktär. År 1971 övertogs Sällskapets pris av det så kallade Tollanderska priset som den främsta årliga utmärkelsen. Karl Emil Tollanders pris och den Tollanderska medaljen har sitt namn efter bankiren Karl Emil Tollander och har delats ut sedan 1913. Enskilda donationer kan med åren få tillskott och förräntas på ett sådant sätt att de växer till helt andra proportioner, vilket var fallet med denna donation. Priset ges antingen för ett skönlitterärt eller vetenskapligt livsverk. Tove Jansson erhöll priset 1971, och bland senare pristagare märks bland annat Bo Carpelan, Georg Henrik von Wright, Märta Tikkanen, Max Engman, Kjell Westö och Monika Fagerholm.

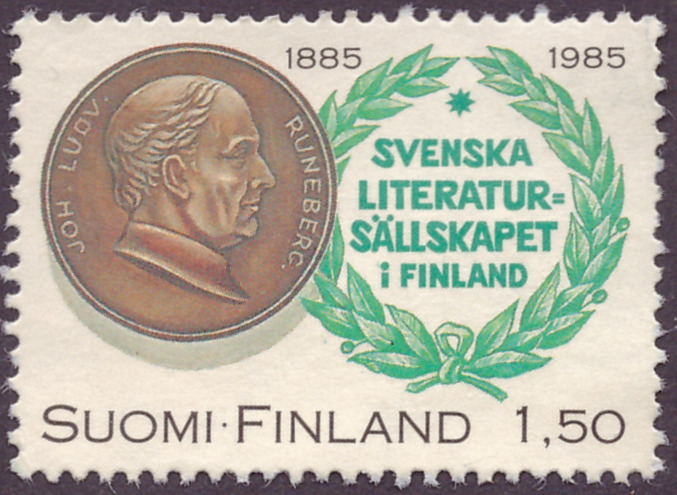
Finskt frimärke emitterat till Svenska Litteratursällskapets 100-årsdag.

1960-talets samhällsdebatt och litteraturkritik var mycket aktiv och påverkade även litteratursällskapet. Litteraturkritiken under 1960-talet har kallats för "modernistdebatten" eller "M-debatten". Den handlade om litteraturens roll i samtiden, om bristen på sociala miljöer i litteraturen, om balansen mellan tradition och nyskapande, men även tidsenliga politiska diskussioner, till exempel omvärderingen av finska inbördeskriget. En av de skarpaste kritikerna i dessa sammanhang var författaren och litteraturvetaren Johannes Salminen. Salminen förespråkade ett nyskapande och samtidsorienterad synsätt på litteraturen. Han var djupt kritisk mot den borgerliga och stelbenta traditionalism som han ansåg vara en ofrånkomlig del av Runebergsfirandet. Johannes Salminens debut 1963, Levande och död tradition, en samling essäer och reflekterande prosa som gick hårt fram med det finlandssvenska litterära (och politiska) förflutna, angav tonen för en mångårig debatt och åtskillig skriftväxling mellan sällskapets representanter och utomstående kritiker. Essäsamlingen blev utdelad pris av sällskapets allmänna prisnämnd, men ströks av styrelsen under oklara omständigheter. Den offentliga debatten följdes av en intern diskussion om prisutdelningens principer och följden blev en klarare avgränsning mellan prisnämndens och styrelsens roller. Johannes Salminens litterära arbete uppmärksammades av litteratursällskapet 1985 då han erhöll Tollanderska priset.
Runebergsdagen är idag en av de mest betydande årliga händelserna för finlandssvensk litteratur och konst. År 2019 uppgick prisutdelningarna till en summa av 318 300 euro, fördelat på mellan 20 och 30 fonder. När alla utdelningar, pris, understöd och stipendium beaktas, uppgår SLS totala utdelning till över 5 miljoner euro. Andra betydande prisfonder utöver Tollanderska priset är Bo Carpelans minnesfond, Irma Carrells testamentsfond, Ragnar, Ester, Rolf och Margareta Bergboms fond, Eklund-Modeenska fonden och Ingrid, Margit och Henrik Höijers donationsfond.

## Sällskapets ordförande
- 1885–1897 Carl Gustaf Estlander
- 1897–1922 M. G. Schybergson
- 1922–1924 Hugo Pipping
- 1924–1934 Gunnar Castrén
- 1934–1947 Eirik Hornborg
- 1947–1954 Carl Axel Nordman
- 1954–1966 Olav Ahlbäck
- 1966–1974 P. O. Barck
- 1974–1979 Torsten Steinby
- 1979–1983 Carl-Eric Thors
- 1983–1992 Lars Huldén
- 1992–2000 Johan Wrede
- 2000–2010 Håkan Andersson
- 2010–2013 Max Engman
- 2013–2017 Fred Karlsson
- 2017–2023 Henrik Meinander
- 2023– Åsa von Schoultz